# Fenix (Automarke)
Fenix, auch El Fenix genannt, war eine spanische Automarke.

## Unternehmensgeschichte
Domingo Támaro y Roig, der zuvor bei La Cuadra tätig war, gründete 1901 in Barcelona das Unternehmen D. Domingo Támaro y Roig und begann mit der Produktion von Automobilen. 1904 endete die Produktion nach 25 hergestellten Exemplaren. Támaro y Roig ging 1905 zu Turcat-Méry.

## Fahrzeuge
Die Fahrzeuge ähnelten den Elektroautos von La Cuadra, verfügten allerdings über einen Benzinmotor. Der Zweizylindermotor trieb über eine Kette die Hinterachse an.